# Schmitz und Schmitzchen
Schmitz und Schmitzchen waren in den späten 1960er bis frühen 1970er Jahren ein Werbetrenner des WDR. Entwickelt und gezeichnet wurden die Trickfiguren von dem französischen Cartoonisten Albert Champeaux, der mehrere Trickfilme gemeinsam mit dem Filmemacher und Produzenten Pierre Watrin für das Fernsehen schuf. Die Spots liefen im Regionalprogramm des WDR im Rahmen der „Westdeutsches Werbefernsehen GmbH, Köln“ im Ersten Programm und wurden durch die Firma OPTIMA-Film Köln produziert. Da der WDR erst 1978 mit Ute, Schnute, Kasimir eigens in Auftrag gegebene Werbefiguren entwickeln ließ, wurden die Spots aus lizenzrechtlichen Gründen nach wenigen Jahren wieder eingestellt. 

## Charaktere
In den kurzen Spots ging es um einen Vater „Herr Schmitz“ und seine beiden Töchter „Schmitzchen 1 und Schmitzchen 2“, außerdem tauchten die Tiere „Buddy der Bär“, „Schnuff der Hund“ und „Faustus der Papagei“ auf.